# Ronnie Von
Ronnie Von, nome d'arte di Ronaldo Nogueira (Niterói, 17 luglio 1944), è un cantante, showman e attore brasiliano.

## Biografia
Cantante attivo dal 1965, ha toccato l'apice della sua carriera nel triennio 1968-70 con due album dal sound psichedelico e sperimentale, A Misteriosa Luta do Reino de Parassempre contra o império de Nuncamais e A Máquina Voadora, nei quali sono evidenti gli influssi del gruppo musicale Os Mutantes, già ospiti fissi nel primo dei tanti show televisivi da lui presentati. Per anni ha alternato musica e conduzioni, ma dal 1996 si è dedicato esclusivamente alla tv, dove si è esibito con tantissimi colleghi, soprattutto Gilberto Gil e Caetano Veloso.
Ha intrapreso anche una carriera di attore, sebbene non particolarmente significativa, lavorando in film e telenovelas.

## Vita privata
Si è sposato tre volte. Ha tre figli: Ronaldo Jr., Alessandra - alla quale ha dedicato le canzoni Tema de Alessandra e Você De Azul (II tema de Alessandra), entrambe contenute nell'album Máquina Voadora - e Leonardo, divenuto cantante col nome d'arte Leo Von. 
Ronnie Von è affetto da una forma benigna della Sindrome di Guillain-Barré, diagnosticatagli nel 1971. 

## Curiosità
- Si è fatto apprezzare anche come sommelier.

## Discografia
- 1966 - Ronnie Von - Meu Bem
- 1967 - O Novo Ídolo
- 1967 - Ronnie Von
- 1967 - Ronnie Von
- 1968 - Ronnie Von

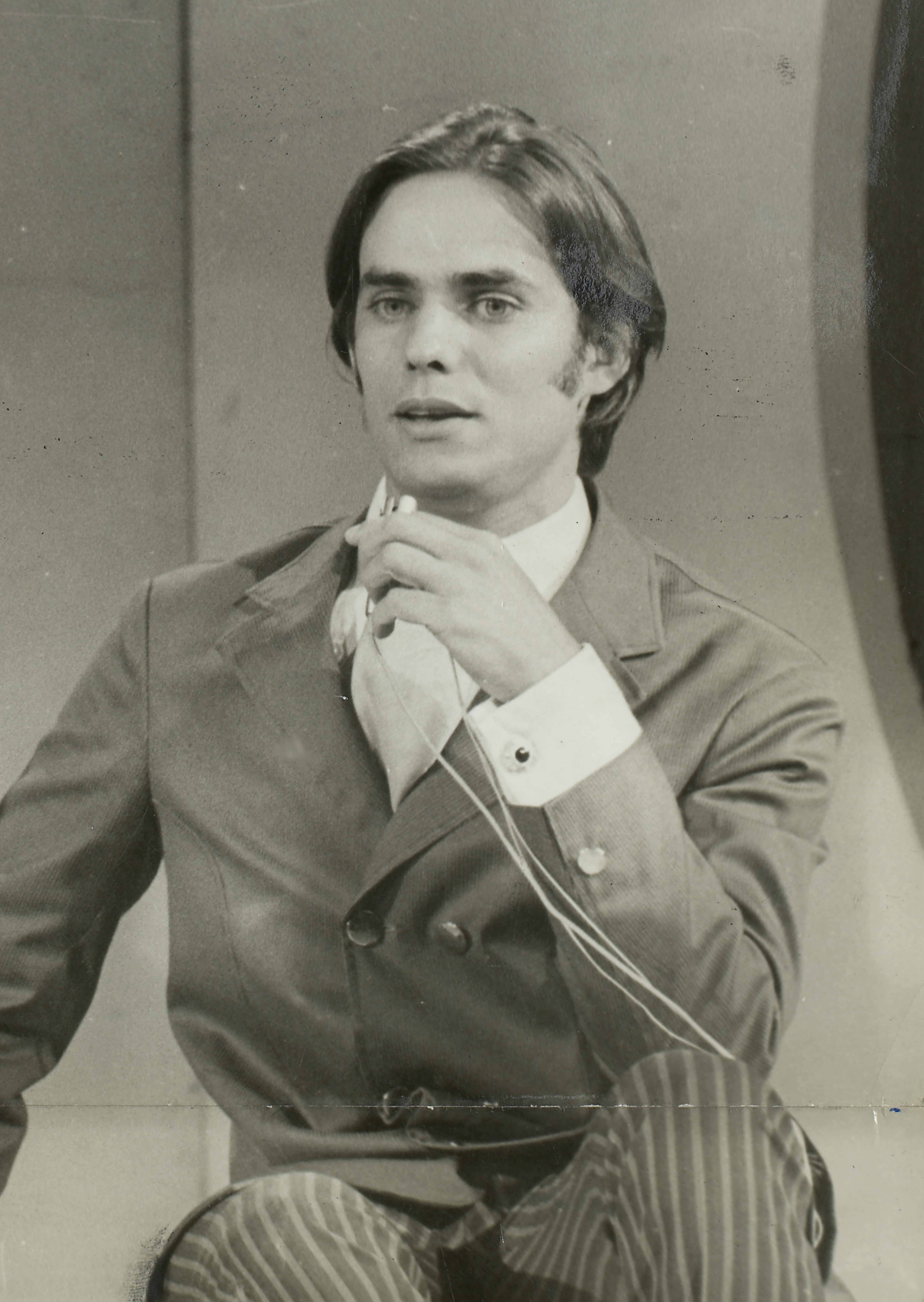
Un giovane Ronnie Von

- 1969 - A Misteriosa Luta do Reino de Parassempre Contra o Império de Nunca Mais
- 1970 - Máquina Voadora
- 1972 - Ronnie Von
- 1973 - Ronnie Von
- 1973 - Ronnie Von
- 1977 - Ronnie Von
- 1977 - Deje mi Vida (in spagnolo)
- 1978 - Ronnie Von
- 1981 - Sinal dos Tempos
- 1984 - Ronnie Von
- 1987 - Vida e Volta
- 1988 - Ronnie Von
- 1996 - Estrada da Vida